# Aero Dynamics Sparrow Hawk
Pour les articles homonymes, voir Sparrow et Hawk.
L'Aero Dynamics Sparrow Hawk est un biplace de tourisme dessiné par Chuck Herbst, ingénieur au bureau d’études Boeing. Aero Dynamics a tenté de le commercialiser sous la désignationSparrow Hawk II.

## Design et développement
C’est un monoplan à aile médiane offrant une visibilité exceptionnelle à ses occupants grâce à sa formule bipoutre à moteur arrière. L’unique prototype Sparrow Hawk II [N8728A] a volé en 1986 et volait encore régulièrement début 2007 dans l’État de Washington, où une Sparrow Hawk Aviation Ltd a été constituée pour tenter de relancer l’appareil après modification. Auparavant Aero Dynamics avait proposé de remotoriser le Sparrow Hawk avec un moteur P62 de 90 ch de chez Norton, l’avion devenant alors Sparrow Hawk IIB,.

## Les références
1. ↑  « Aero Dynamics Sparrow Hawk », sur aviadejavu.ru (consulté le 23 avril 2023).
2. ↑  https://abpic.co.uk/pictures/model/Aero%20Dynamics%20Sparrow%20Hawk%20Mk.II